# O Meu, O Teu e o Nosso
O Meu, o Teu e o Nosso é uma série de televisão composta por 13 episódios, produzida pelo centro de produção do Porto da RTP e exibida durante o ano de 1999. Da autoria de Álvaro Magalhães e M. A. Mota, contou com a realização de Ângelo Peres. Atualmente pode ser vista na RTP Memória.

## Sinopse
O dia-a-dia de um casal unido por segundas núpcias, ambos com um filho do primeiro casamento e um terceiro rebento comum. Como se não bastassem os atritos dos vários meio-irmãos, vivem todos com uma avó com um feitio muito especial, que se distrai viajando pela Internet.

## Elenco
- Jorge Pinto - Mário Carneiro
- Adriana Barral - Laura
- Luísa Barbosa - Luísa
- Rodrigo Malvar - Rui
- Joana Antunes - Diana
- Sérgio Nogueira - Guga (Gustavo)
- Carlos César - Deolindo
- Rafael Ferreira - Filipe